# P/2013 R3 (Catalina-PANSTARRS)
P/2013 R3 (Catalina-PANSTARRS) — одна з короткоперіодичних комет типу комети Енке. Ця комета була відкрита 15 вересня 2013 року; вона мала 18,0m та 20,5 m на час відкриття.